# 西区 (さいたま市)
西区（にしく）は、埼玉県さいたま市を構成する10区のうちの一つ（旧大宮市西部）。荒川をはじめとする豊かな自然と田畑が広がる一方で、今昔のニュータウンも存在している。また造り酒屋も点在する酒処である。

## 地理
さいたま市の北西部に位置する。区名は、地理的に市域の西にあることによる。区の3分の1にあたる北西部に大宮台地指扇支台があり、主に畑として利用されている、残りの3分の2は荒川低地に位置し、主に田として利用されている。東部や川越線西大宮駅・指扇駅周辺は宅地化が進むが、その他の地区においてはのどかな田畑風景が広がっている。荒川左岸の河川区域に大字の飛地が大小多数存在しているが、これはかつて指扇領に属していた村々が領有していた入会地（草場）の名残である。

### 河川
- 荒川
- 鴨川
- 浅間川
- 滝沼川
- 指扇辻川
- 中釘川
- 新川
- 西堀川
- 上尾中堀川
- びん沼川
- 江川

## 歴史
- 1889年（明治22年）4月1日 - 町村制施行。この時点で、現在の西区域には三橋村（下内野、三橋五丁目の全域、同六丁目の大部分）・日進村（上内野、西内野、宮前町の大部分）・指扇村・馬宮村・植水村が存在した。
- 1940年（昭和15年）11月3日 - 三橋村・日進村が大宮町・宮原村・大砂土村と合併し、大宮市が発足[2]。
- 1955年（昭和30年）1月1日 - 指扇村・馬宮村・植水村が大宮市に編入合併される[2]。
- 2001年（平成13年）5月1日 - 浦和市・大宮市・与野市の合併によりさいたま市が発足[3]。
- 2003年（平成15年）4月1日  - さいたま市が政令指定都市に移行したことに伴い、西区が発足[4]。

## 人口
- 2005年 - 82,342人
- 2010年 - 87,146人
- 2015年 - 87,156人

## 行政
- 西区役所
- 大宮西警察署
- さいたま市消防局西消防署
  - 西遊馬出張所
- 西部文化センター
  - さいたま市立大宮西部図書館三橋分館
- さいたま市立馬宮図書館
- 関東運輸局 埼玉運輸支局
- 埼玉県自動車税事務所 大宮支所

## 交通

### 鉄道
東日本旅客鉄道（JR東日本）
■ 川越線
- - 西大宮駅 - 指扇駅 -

### バス・乗合タクシー
- 東武バスウエスト　- 元々は東武鉄道の路線で、区内北部を中心に運行。1947年までに東武鉄道の子会社・東武自動車が統合した路線。
- 西武バス　- もともとは旧西武鉄道・大宮線の廃止代替路線バスが母体。1946年国土計画興業（現・プリンスホテル）・西武鉄道関連のバス事業を統合して西武自動車（現・西武バス）が成立。現在は区内南部を中心に運行している。
- さいたま市コミュニティバス
  - 西区コミュニティバス - 西武バス大宮営業所に運行委託
    - 市民医療センター - 加茂川団地入口 - 中野林南 - 二ツ宮 - プラザ中央 - 指扇病院 - 西区役所 - 西大宮駅

  - 桜区コミュニティバス - 国際興業バス西浦和営業所に運行委託
    - 市民医療センター - 市民医療センター入口間で西区に乗り入れる。
- さいたま市乗合タクシー
  - 西区指扇地区乗合タクシー「あじさい号」 - 指扇交通に運行委託
    - 基本ルート（赤ルート）：西楽園 - 指扇駅北口 - 西区役所 - 西大宮駅 - 清河寺温泉
    - 延伸ルート（赤＋緑ルート）：西楽園 - 指扇駅北口 - 西区役所 - 西大宮駅 - 清河寺温泉 - 西新井団地

### 道路
一般国道
- 国道16号西大宮バイパス
- 国道17号新大宮バイパス

県道
- 主要地方道
  - 埼玉県道2号さいたま春日部線
  - 埼玉県道56号さいたまふじみ野所沢線 - びん沼川に架かる船渡橋で富士見市と隣接
  - 埼玉県道57号さいたま鴻巣線
- 一般県道
  - 埼玉県道155号さいたま武蔵丘陵森林公園自転車道線（荒川サイクリング道路）
  - 埼玉県道165号大谷本郷さいたま線
  - 埼玉県道216号上野さいたま線

## 町字
西区では、一部の地区で住居表示に関する法律に基づく住居表示が実施されている。
| 町字               | 町字の読み               | 設置年月日     | 住居表示実施年月日 | 住居表示実施直前の町字                                           | 備考 |
| ------------------ | ------------------------ | -------------- | ------------------ | ---------------------------------------------------------------- | ---- |
| 大字飯田           | いいだ                   | 1889年4月1日   | 未実施             |                                                                  |      |
| 大字飯田新田       | いいだしんでん           | 1889年4月1日   | 未実施             |                                                                  |      |
| 大字植田谷本       | うえたやほん             | 1889年4月1日   | 未実施             |                                                                  |      |
| 大字植田谷本村新田 | うえたやほんむらしんでん | 1889年4月1日   | 未実施             |                                                                  |      |
| 大字上野本郷       | うえのほんごう           | 1889年4月1日   | 未実施             |                                                                  |      |
| 大字内野本郷       | うちのほんごう           | 1889年4月1日   | 未実施             |                                                                  |      |
| 大字上内野         | かみうちの               | 1889年4月1日   | 未実施             |                                                                  |      |
| 大字指扇           | さしおうぎ               | 1889年4月1日   | 未実施             |                                                                  |      |
| 大字指扇領辻       | さしおうぎりょうつじ     | 1889年4月1日   | 未実施             |                                                                  |      |
| 大字指扇領別所     | さしおうぎりょうべっしょ | 1889年4月1日   | 未実施             |                                                                  |      |
| 大字佐知川         | さぢがわ                 | 1889年4月1日   | 未実施             |                                                                  |      |
| 大字三条町         | さんじょうまち           | 1889年4月1日   | 未実施             |                                                                  |      |
| 大字島根           | しまね                   | 1889年4月1日   | 未実施             |                                                                  |      |
| 大字下内野         | しもうちの               | 1889年4月1日   | 未実施             |                                                                  |      |
| 大字昭和           | しょうわ                 | 1970年7月1日   | 未実施             |                                                                  |      |
| 大字清河寺         | せいがんじ               | 1889年4月1日   | 未実施             |                                                                  |      |
| 大字高木           | たかぎ                   | 1889年4月1日   | 未実施             |                                                                  |      |
| 大字塚本           | つかもと                 | 1889年4月1日   | 未実施             |                                                                  |      |
| 塚本町一丁目       | つかもとちょう           | 1971年6月1日   | 未実施             |                                                                  |      |
| 塚本町二丁目       | つかもとちょう           | 1971年6月1日   | 未実施             |                                                                  |      |
| 塚本町三丁目       | つかもとちょう           | 1971年6月1日   | 未実施             |                                                                  |      |
| 大字土屋           | つちや                   | 1889年4月1日   | 未実施             |                                                                  |      |
| 大字中釘           | なかくぎ                 | 1889年4月1日   | 未実施             |                                                                  |      |
| 大字中野林         | なかのばやし             | 1889年4月1日   | 未実施             |                                                                  |      |
| 大字西遊馬         | にしあすま               | 1889年4月1日   | 未実施             |                                                                  |      |
| 大字西新井         | にしあらい               | 1889年4月1日   | 未実施             |                                                                  |      |
| 大字西内野         | にしうちの               | 1889年4月1日   | 未実施             |                                                                  |      |
| 西大宮一丁目       | にしおおみや             | 2017年11月18日 | 未実施             |                                                                  |      |
| 西大宮二丁目       | にしおおみや             | 2017年11月18日 | 未実施             |                                                                  |      |
| 西大宮三丁目       | にしおおみや             | 2017年11月18日 | 未実施             |                                                                  |      |
| 西大宮四丁目       | にしおおみや             | 2017年11月18日 | 未実施             |                                                                  |      |
| 大字平方領々家     | ひらかたりょうりょうけ   | 1889年4月1日   | 未実施             |                                                                  |      |
| 大字二ツ宮         | ふたつみや               | 1889年4月1日   | 未実施             |                                                                  |      |
| プラザ             | プラザ                   | 1984年6月1日   | 1984年6月1日       | 大字指扇、大字西遊馬、大字土屋、大字二ツ宮、大字飯田、大字佐知川 |      |
| 大字宝来           | ほうらい                 | 1889年4月1日   | 未実施             |                                                                  |      |
| 大字水判土         | みずはた                 | 1889年4月1日   | 未実施             |                                                                  |      |
| 大字峰岸           | みねぎし                 | 1889年4月1日   | 未実施             |                                                                  |      |
| 三橋五丁目         | みはし                   | 1959年4月20日  | 未実施             |                                                                  |      |
| 三橋六丁目         | みはし                   | 1959年4月20日  | 未実施             |                                                                  |      |
| 宮前町             | みやまえちょう           | 1959年10月10日 | 未実施             |                                                                  |      |
| 湯木町一丁目       | ゆぎちょう               | 1971年6月1日   | 未実施             |                                                                  |      |
| 湯木町二丁目       | ゆぎちょう               | 1971年6月1日   | 未実施             |                                                                  |      |

## 主な施設

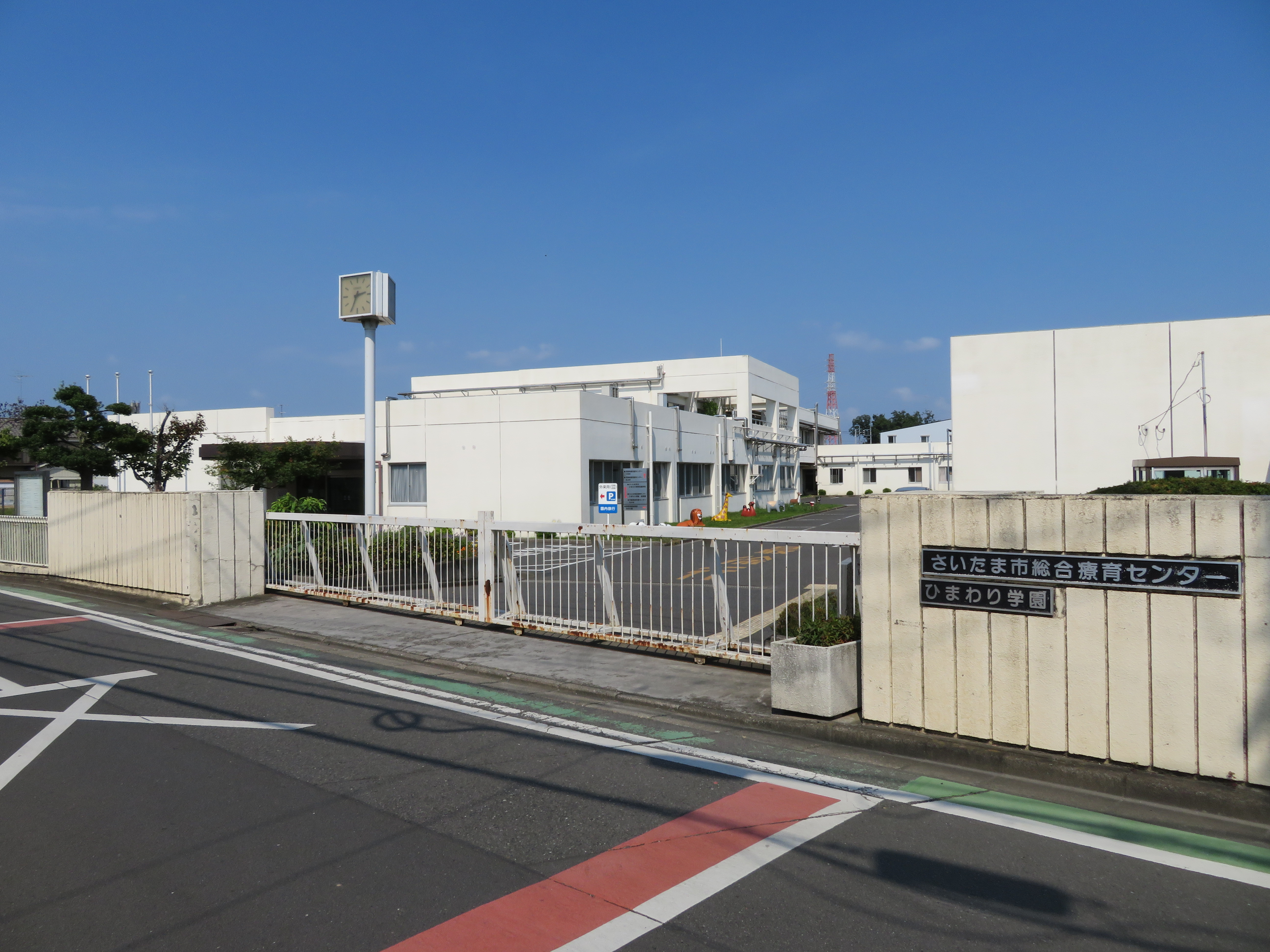
さいたま市民医療センター
- さいたま市総合療育センターひまわり学園
- さいたま清河寺温泉
- RB大宮アルディージャ クラブハウス（さいたま市西大宮サッカー場）
- 秋葉の森総合公園
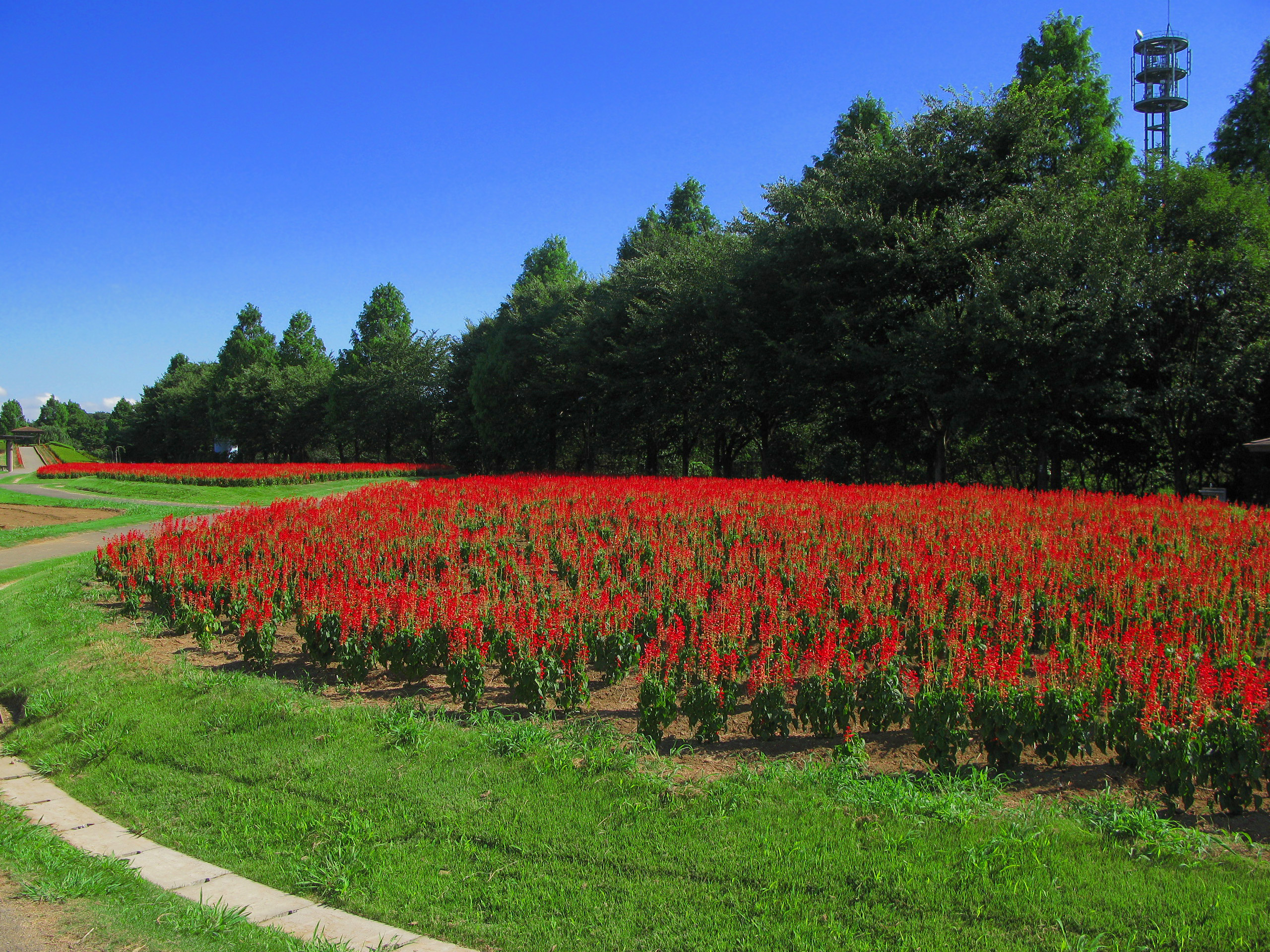
大宮花の丘農林公苑
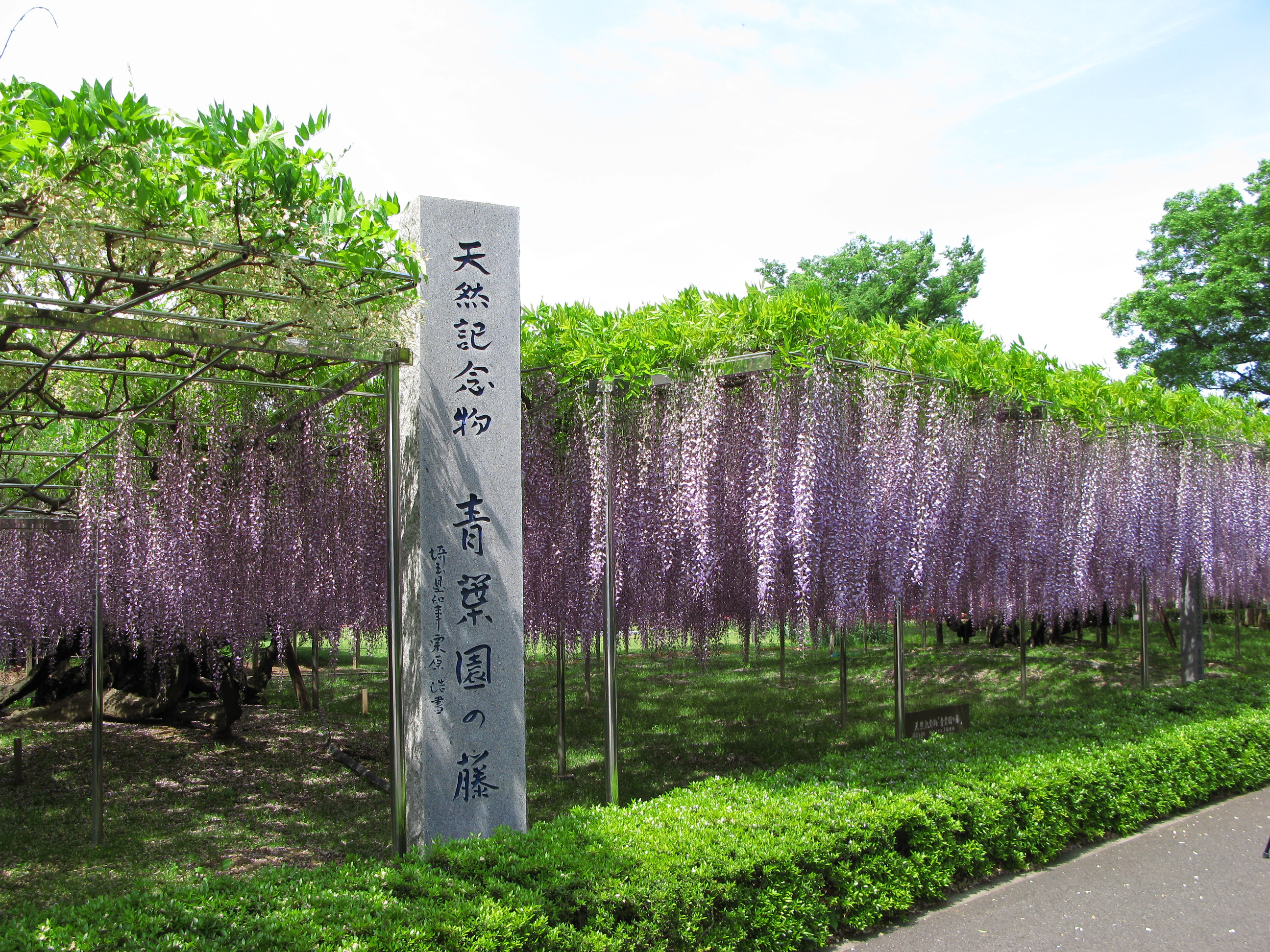
青葉園
- 錦乃原桜草園
- 三橋総合公園
- 西遊馬公園
- 宝来運動公園

- さいたま市総合療育センターひまわり学園
- 大宮花の丘農林公苑
- 青葉園の藤

## 教育

### 小学校
- さいたま市立指扇小学校
- さいたま市立馬宮東小学校
- さいたま市立馬宮西小学校
- さいたま市立植水小学校
- さいたま市立大宮西小学校
- さいたま市立栄小学校
- さいたま市立宮前小学校
- さいたま市立指扇北小学校

### 中学校
- さいたま市立指扇中学校
- さいたま市立馬宮中学校
- さいたま市立土屋中学校
- 埼玉栄中学校
- さいたま市立大宮西中学校
- さいたま市立宮前中学校
- さいたま市立植水中学校

### 高等学校
- 埼玉県立大宮光陵高等学校
- 埼玉県立大宮南高等学校
- 埼玉県立大宮武蔵野高等学校
- 埼玉栄高等学校

### 特別支援学校
- 埼玉県立大宮北特別支援学校
- さいたま市立ひまわり特別支援学校

## 史跡など

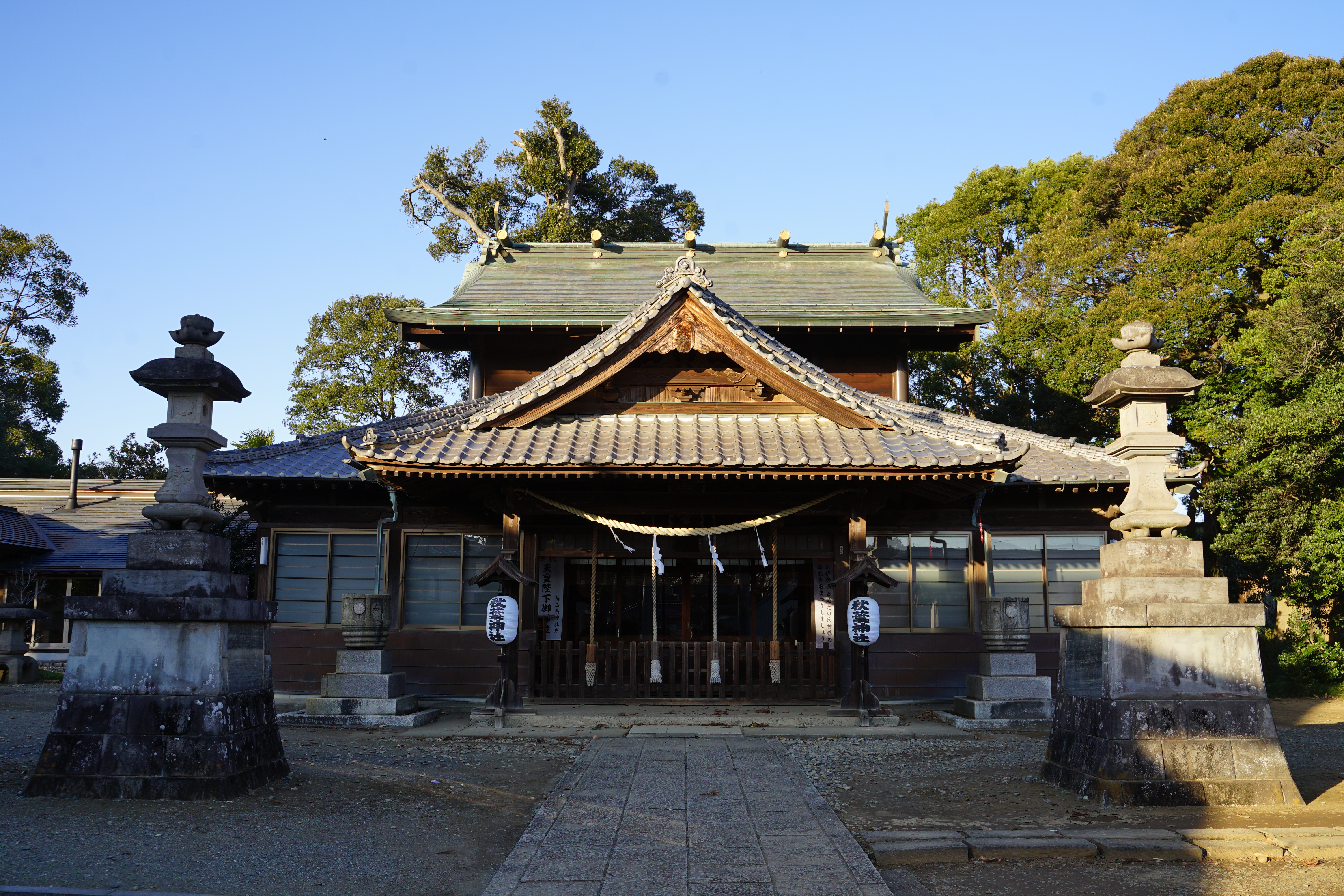
秋葉神社

- 秋葉神社 - 関東総社とされている。伝･天平年間（729 - 749年間）創建。
- 方墳大塚古墳[5] - 県指定史跡
- 青葉園のフジ - 県指定天然記念物[6]
- 清河寺の大ケヤキ - 県指定天然記念物

## 著名な出身者
- 向井亜紀 - 女優・タレント・元新体操選手
- 星野おさむ - 元プロ野球選手
- 山本山龍太 - 元力士
- 彩豪一義 - 元力士
- 小石田純一 - お笑い芸人